# Lio Lenzi
Lio Lenzi (n. 13 noiembrie 1898, Livorno, Italia – d. 26 septembrie 1960, Grosseto, Toscana, Italia) a fost un politician și antifascist italian.